# Canaan Banana

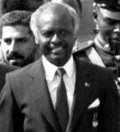
Canaan Banana

Canaan Banana (Esigodini, 5 maart 1936 – Londen, 10 november 2003) was een Zimbabwaans Methodistische dominee en nationalistisch politicus.
Banana studeerde theologie in Epworth en studeerde in 1962 af. Daarna was hij in het toenmalige Rhodesië werkzaam als dominee. Hij werd ook politiek actief en sloot zich aan bij het United African National Council (UANC) dat zich tegen de blanke minderheidsregering van Ian Smith verzette. Eind jaren 60 werden de leiders van het UANC gearresteerd. Banana en zijn familie wisten naar de Verenigde Staten te vluchten.
In 1975 keerde hij terug naar Rhodesië. Banana werd spoedig gearresteerd. Tot juni 1979, toen er een overgangsregering werd gevormd, zat hij gevangen. Na zijn vrijlating was hij betrokken bij de fusie van Mugabes ZANU en Nkomo's ZAPU. De nieuwe partij kreeg de naam ZANU-PF (Zimbabwaanse Afrikaanse Nationale Unie – Patriottisch Front). De verkiezingen van februari 1980 werden door de ZANU-PF gewonnen en in april 1980 werd Zimbabwe onafhankelijk. Mugabe verkreeg het invloedrijke ambt van premier, terwijl Banana het ceremoniële ambt van president verkreeg.
In 1987 kreeg Zimbabwe een nieuwe grondwet, die voorzag in een sterke positie voor het staatshoofd. Mugabe nam daarop het presidentschap op zich. Banana ging werken voor de Organisatie voor Afrikaanse Eenheid en werd directeur van het religieuze departement van de Universiteit van Harare.
In 1996 werd Banana gearresteerd op verdenking van homoseksuele handelingen (een strafbaar feit in Zimbabwe). In 1998 werd hij schuldig bevonden. Hij wist naar Zuid-Afrika te ontkomen. In december 1998 keerde hij naar Zimbabwe terug en werd tot elf jaar veroordeeld. In 2001 werd hij in vrijheid gesteld. Hij overleed aan de gevolgen van kanker in 2003.
Zijn vrouw Janet (1938-2021) en kinderen weken uit naar België.